# Bryum patzeltii
Bryum patzeltii är en bladmossart som beskrevs av Accepted name, Prace Brnenske Zakl. Ceskolov. Akad. Ved. Bryum patzeltii ingår i släktet bryummossor, och familjen Bryaceae. Inga underarter finns listade i Catalogue of Life.